# Charles-François Abra de Raconis
Charles-François Abra de Raconis (Racconigi, 1580 – Racconigi, 16 luglio 1646) è stato un teologo e vescovo cattolico francese.

## Biografia
Convertitosi dal calvinismo, fu cappellano e predicatore del re, elemosiniere di corte nel 1618 e vescovo di Lavaur dal 1639; amico del cardinale Richelieu, combatté calvinisti e giansenisti.

## Opere
- Totius Philosophiae hoc est Logicae, Moralis Physicae et Metaphysicae : brevis & accurata tractatio, Paris, Denis de la Noüe, 1617
- Metaphisica seu Prima ac suprema scientia : nuper accuratius quam autehac composita & numeris omnibus absoluta, Paris, Denys de la Noüe, 1624

## Genealogia episcopale
La genealogia episcopale è:
- Cardinale François de Joyeuse
- Cardinale François d'Escoubleau de Sourdis
- Arcivescovo Jean-François de Gondi
- Vescovo Dominique Séguier
- Vescovo Charles-François Abra de Raconis